# Эсперикуэта, Хонатан
Хорхе Хонатан Эсперикуэта Эскамилья (исп. Jorge Jonathan Espericueta Escamilla; 9 августа 1994, Монтеррей, Мексика) — мексиканский футболист, полузащитник клуба «Пуэбла».

## Клубная карьера
Эсперикуэта воспитанник клуба «УАНЛ Тигрес». 19 сентября 2012 года в матче Лиги чемпионов КОНКАКАФ против никарагуанского «Реал Эстели» он дебютировал за команду. В самом конце этой встречи Хонатан забил свой первый гол за «тигров».
В 2014 году для получения игровой практики Эсперикуэта на правах аренды перешёл в испанский «Вильярреал Б». 22 февраля в матче против «Севильи Б» он дебютировал за новую команду.
В 2015 году Хонатан вернулся из аренды. 16 апреля в поединке Кубка Либертадорес против перуанского «Хуан Аурич» Эсперикуэта забил свой первый гол за «тигров». 10 мая в матче против «Толуки» он дебютировал в мексиканской Примере.

## Международная карьера
В 2011 году в составе юношеской сборной Мексики Эсперикуэта выиграл юношеский домашний чемпионата мира. На турнире он сыграл в матчах против команд Северной Кореи, Конго, Нидерландов, Панамы, Франции, Германии и Уругвая. В поединках против немцев и конголезцев Эспирикуэта забил по голу.
В 2013 году в составе молодёжной сборной Мексики Хонатан стал чемпионом КОНКАКАФ среди молодёжных команд. На турнире он сыграл в матчах против молодёжных команд Кюрасао, США и Сальвадора. В том же году Эсперикуэта участвовал в Турнире в Тулоне. Летом 2013 года он поехал с молодёжной командой на чемпионат мира в Турцию. На турнире он сыграл в матчах против команд Греции, Парагвая, Мали и Испании.
В 2015 году Хонатан в составе олимпийской сборной Мексики завоевал серебряные медали Панамериканских игр в Канаде. На турнире он сыграл в матчах против команд Парагвая, Тринидада и Тобаго, Панамы и дважды Уругвая. В поединке против тринидадцев Эсперикуэта забил гол.

## Достижения
Командные
 УАНЛ Тигрес
- Чемпионат Мексики по футболу — Апертура 2015
- Финалист Кубка Либертадорес — 2015

Международные
 Мексика (до 17)
- Чемпионат мира по футболу среди юношеских команд — 2011

 Мексика (до 20)
- Чемпионат КОНКАКАФ среди молодёжных команд — 2013